# 高塔山ジャム
高塔山ジャム（たかとうやまジャム、T-Jam）は、2004年から2015年まで福岡県北九州市若松区高塔山野外音楽堂で開催されたロック・フェスティバルである。
2004年、北九州・若松出身のシーナ&ロケッツのボーカル・シーナのひと言「高塔山でロックがしたい」から始まった。
地元の北九州で、その当時crossfmで番組『Dobbのロック塾』を制作をしていたHIDE（倉掛英彰 ミーナ＆ザ・グライダー、ex.NEW DOBB）とその兄Dobb（倉掛信彰 ex.NEW DOBB）へとかかったシーナからの電話をきっかけに、地元音楽関係者が集結。2004年7月10日と11日、シーナ＆ロケッツをホストに元ルースターズのメンバーを中心とした『高塔山ジャム』がスタート。
第一回目の立ち上げ当初、倉掛英彰は17年間プロミュージシャンとして居住した東京からラジオ番組制作のために有限会社グライダーオフィス代表として帰郷した直後であり、兄倉掛信彰も塾講師からDJ活動をスタートさせたばかりであったことから、北九州市戸畑区で音楽スタジオ（スタジオ アビーロード）を営み地元音楽シーンに明るかった大平啓人（ドラマー）と共に、3人体制で望むことでスタートをきった。会場は高塔山野外音楽堂。翌年第2回目より、大平がドラマー活動を理由での実行委員辞退に伴い、実行委員長・倉掛英彰での開催。より『めんたいロック』色の強いフェスとなった。
呼びかけ人だったシーナが2015年2月に死去し、同年9月の追悼開催をもって終了したが、復活を望むファンからの要望を受け、2017年9月に「高塔山ロックフェス」として再開することになった。

## 概要
2004年7月10日は地元バンド、7月11日は東京からシーナ＆ロケッツ、上々颱風「西村直樹」フューチャリングバンド、BARAKA、hi*limits等をゲストに迎え開催するにあたり、北九州市の中でも交通の便が乏しい古びた高塔山という会場での実施という事に、不安を感じていた倉掛英彰氏がフェス名『高塔山ジャム』、ロゴマークを考案。さらに無料での開催を提案し実行された。その内容は以下の通り。
『企業城下町としての意識を強く持つ北九州市民は、福利厚生で音楽を愉しむ習慣が古くからあり、人を集めるならば無料しかない。経費はスポンサー企業から集めて、全国から注目されるフェスにしよう。回を重ねることで育ち、観客が求めるフェスとなった時に有料化を考えよう。それが実現できたら北九州市民の文化意識が変わるよ。そのためにも継続して行く事が大切』
そして高塔山での実体験をもとに、フェスのブランディングのため以下の物語を綴り『聖地 高塔山』を誕生させた。
高塔山伝説　その昔、ギターを持つと不良だといわれた時代…。練習スタジオなど皆無で、ライブハウスも存在しない時代。ふもとの民家に一升瓶ひとつで機材の保管をお願いして、セミの鳴く暑い夏の日も、小雪舞う凍えるような冬の日も、毎日毎日リハーサルを繰り返す高校生のバンドがいた。その名は「バラ族」。彼らはここでオレ達「NEW DOBB」と出会い、日本の重鎮シーナ＆鮎川 誠氏とも出会った。やがて彼らも成長を遂げ、日本のカリスマ「The Roosters」となった。
2008年8月17日の第5回目に、有料化（前売り2,000円／当日2,500円（小学生以下無料））にて開催
2009年8月、JR小倉駅前に『T-Jam cafe & beer』というフェス名でのライブバーを（有）グライダーオフィス（代表 倉掛英彰）として開店
2010年8月14日、15日の第7回開催をあとに実行委員長が倉掛英彰から島田幸司へ
2013年9月22日の第10回目開催をあとに実行委員長が島田幸司から石田勝也へ

※実行委員会組織は形成されていたが、資金運営は全て実行委員長個人の会社で支えられていた。
2015年9月20日、21日の第12回開催を最後にフェス終了

最終的には前売 5,000円/当日 5,500円 (+1ドリンクオーダー)/2日間通し券 9,000円での開催としたが、小学生以下は初回から無料のままだった。

## 主な出演者/歴史
T-Jam 2004
2004年7月10日、11日
＜7/10＞Day's Free、THE DIVE、SNIFFING、HEART-THROB、Bull's EYE、Cupsule Corp.、SUGER RINK（from osaka）、Rock Drive、ワイルドファンシーズ、Lefty Toy Blues Band、dandelion、The Herb Canon（ex.Lover Soul Daisy）、Sniper Selection Ensemble
＜7/11＞UFO BEAM、brainwash、The Blues Power、The Fuzz Picks、hi*limits、The dobbrock、dub rockers、CRAZY KEITO、BARAKA、上々颱風「西村直樹」フィーチャリングバンド、海その愛バンド、シーナ&ザ・ロケッツ

T-Jam 2005
2005年7月30日
T-Jamセッション＜シーナ、鮎川誠、渡邉信之、川嶋一秀（シーナ＆ザ・ロケッツ）、TAKAROCK （赤と黒、イジワルケイオールスターズ）他、NO STARS INNOVATION（池畑潤二 ex.The Roosters）、南　浩二&CNSTRCTRS（ex.人間クラブ）、BARAKA、The dobbrock （ex.NEW DOBB）、hi*limits、UP STEADY、COUNTERS（ex.GUNN）、brainwash、UFO BEAM、 Velvet Peach Seven、Devil Choppers、Peace Maker、Sniper Selection Ensemble、Bull's Eye、ゼロト、TENHO、ROCK DRIVE、ジョーイ・ザザ、Day's free、 dande lion、魔亜蛾麟、fullrangecaution、DJ KOJI

T-Jam 2006
2006年7月23日
Sheena & the Rokkets、ROCK'N'ROLL GYPSIES（ex.The Roosters）、南 浩二＆CNSTRCTRS（ex.人間クラブ）、The dobbrock（ex.NEW DOBB）、KEI啓人&52、DUB ROCKERS、GILLCOVER、Herish、PEACE MAKER、apple fish Monday、AURORA、DJ KOJI　

T-Jam 2007
2007年8月12日
Sheena ＆ the Rokkets、HEATWAVE、KOJI MINAMI & CNSTRCTRS（ex.人間クラブ）、The dobbrock（ex.NEW DOBB）feat.米岡誠一、ナガハタゼンジ、豚骨ピストンズ、DARKSIDE MIRRORS（Rokkets Jr.）、YOSSEY & KC、大平啓人、DUB ROCKERS 、TARANTURAS、DOGGY DOG DEE、The Blue Blues Brothers Band、The Gamblers、呑トリオ、ヘップニッパーズ、BLANKS、QUANDOC、SHAKE FOOT、DJ ムードタランティーノ

T-Jam 2008
2007年8月17日
シーナ＆ザ・ロケッツ, ROCK'N'ROLL GYPSIES（ex.The Roosters）, KOJI MINAMI & CNSTRCTRS（ex.人間クラブ）, 山善BAND, The dobbrock（ex.NEW DOBB）feat.米岡誠一, 大平啓人, DARKSIDE MIRRORS, The Blue Blues Brothers Band、WINKS

T-Jam 2009
2009年8月16日
SHEENA & THE ROKKETS、ROCK'N'ROLL GYPSIES（ex.The Roosters）、THE CONSTRICTORS（ex.人間クラブ）、THE 卍（ローリー、佐藤研二、ロジャー高橋）、The Gryder、Herring-bone、DARKSIDE MIRRORS、The Blue Blues Brothers Band、米岡誠一、大内義昭 with Angelico Sauce、鶴坊マウンテンジャムジュ、brainwash、暴れザル

T-Jam 2010
2010年8月14日、15日
＜8/14＞SHEENA & THE ROKKETS、ROCK'N'ROLL GYPSIES、THE CONSTRICTORS、ROLLY、Yoshito & Uppy(横道坊主)、MODERN DOLLZ、騒音寺、190R、 D50 ShadowZ、Guest:石野真子
＜8/15＞175R、The Gryder、米岡誠一、BARAKA、博多 ザ★ブリスコ、Camvas、The Blue Blues Brothers Band

T-Jam 2011
2011年8月14日
SHEENA &THE ROKKETS、band HANADA、Dee Dee Fever、Zi:LiE-YA、Yoshito & Uppy、騒音寺、DUDE、自慰獣、190R、THE BLUE BLUES BROTHERS BAND

T-Jam 2012
2012年9月16日
SHEENA & THE ROKKETS : SHEENA(vo)、柴山俊之/ ELECTRIC MUD、Rock'n'roll Gypsies、Dee Dee Fever、UP-BEAT TRIBUTE BAND、横道坊主、山部善次郎、自慰獣、190R、THE BLUE BLUES BROTHERS BAND、O.A:トラジ

T-Jam 2013
2013年9月22日
SHEENA &THE ROKKETS、横道坊主、騒音、DeeDeeFever + 百々和宏、首振りDOLLS、自慰獣、大平啓人、190R、BLUE BLUES BROTHERS BAND、KAZ

T-Jam 2014
2014年8月17日
シーナ&ロケッツ、花田裕之・井上富雄・池畑潤二・Keicot、横道坊主、ROLLY、MOTO-PSYCHO R&R SERVICE、Meena &The Gryder、190R、NEO FANTASTIC、首振りDolls、KAZ、THE BLUE BLUES BROTHERS BAND

T-Jam 2015
2015年9月20日、21日
＜9/20＞THE BLUE BLUES BROTHERS BAND、ザ・ガッターズ、ZA CASINO STAR、ミーナ&ザ・グライダー、スキマノザラシ、190R、ROLLY & NEO FANTASTIC、ダイアモンド☆ユカイ Smokin' & The Mojo Filters、TH eROCKERS、PERSONZ
＜21日＞ZEEZZ、首振りDolls、スリルラウンジ、自慰獣、騒音寺、REWARD、KAZ、MOTO-PSYCHO R&R SERVICE、横道坊主、石橋凌、池畑潤二、花田裕之、井上富雄、Keicot、シーナ&ロケッツ